# سيا-كو
سيا-كو (باليابانية: 瀬谷区) هو حي في اليابان، يقع في يوكوهاما، بلغ عدد سكانه 123,142  نسمة وذلك حسب إحصائيات سنة 2018، تبلغ مساحته 17.17 كيلومتر مربع.

## التقسيمات الإدارية
- Megurochō  [لغات أخرى]‏
- Gokanmechō  [لغات أخرى]‏
- Oroshi-Honchō  [لغات أخرى]‏
- Shimo-Seya  [لغات أخرى]‏
- Minami-Seya  [لغات أخرى]‏
- Minamidai  [لغات أخرى]‏
- Miyazawa  [لغات أخرى]‏.